# 麻花头蓟
麻花头蓟（学名：Cirsium serratuloides）是菊科蓟属的植物。分布在俄罗斯以及中国大陆的新疆等地，生长于海拔1,250米至1,400米的地区，多生于林下、河边和水边，目前尚未由人工引种栽培。